# شیراک، ارمنستان
شیراک (به ارمنی: Շիրակ) یک شهر در ارمنستان است که در استان شیراک واقع شده‌است. شیراک در  کیلومتری شمال گیومری، مرکز استان شیراک واقع شده است.

## خصوصیات
شیراک ۱٬۰۹۳ نفر جمعیت دارد و در ارتفاع  متر بالاتر از سطح دریا قرار گرفته است.